# IC 640
IC 640 је ознака објекта на координатама са ректансцензијом 10h 46m 50,0s и деклинацијом + 34° 46" 0'. Открио га је Гијом Бигурдан, 27. марта 1887. Каснијим посматрањима на том положају није уочен никакав астрономски објекат.